# (8745) Delaney
(8745) Delaney (1998 FO65) – planetoida z grupy pasa głównego asteroid okrążająca Słońce w ciągu 4,32 lat w średniej odległości 2,65 au. Odkryta 20 marca 1998 roku.